# Polinucleotide chinasi
La polinucleotide chinasi (sigla PNK) è l'enzima necessario per aggiungere nucleotidi alla catena dell'acido nucleico (DNA o RNA). Il meccanismo consiste nel trasferimento del fosfato terminale di una molecola di ATP al gruppo ossidrilico della catena dell'acido nucleico.